# Llengua amarakaeri
L'amarakaeri és una llengua pertanyent a la família lingüística harákmbet, parlada al Perú pels harakmbuts al llarg dels rius Madre de Dios i Colorado. Menys d'un 1% dels parlants sap escriure la seva llengua, en comparació amb un 5-15% quant al castellà (com a segona llengua). L'amarakaeri es parla als tribus de Kochimberi, Küpondirideri, Wíntaperi, Wakitaneri i Kareneri. Els noms alternatius de la llengua són amarakaire, amaracaire i mashco (pejoratiu).

## Fonologia
|              | Anteriors | Centrals | Posteriors |
| ------------ | --------- | -------- | ---------- |
| Tancades     | i         | ɨ        |            |
| Mig tancades | e         |          | o          |
| Obertes      | a         |          |            |

L'amarakaeri té un total de 18 vocals, tenint en compte que totes tenen formes llargues i totes excepte /ɨ/ tenen formes nasalitzades. La quantitat i la nasalització funcionen com a categories independents.
|             |                 | Bilabials | Alveolars | Palatals | Velars | Glotals |
| ----------- | --------------- | --------- | --------- | -------- | ------ | ------- |
| Oclusives   |                 | pàg       | t         |          | k      | ʔ       |
| Oclusives   | prenasalitzades | m b       | n d       |          | ŋ g    |         |
| Fricatives  | Fricatives      |           | s         |          | x      |         |
| Nasals      | Nasals          | m         | n         |          | ŋ      |         |
| Aproximants | Aproximants     |           |           | j        | w      |         |
| Bategants   | Bategants       |           | ɾ         |          |        |         |